# 墨鱼目
墨魚目，又稱烏賊目（學名：Sepiida），简称“墨鱼”或者“墨斗鱼”，是軟體動物門頭足綱鞘亞綱十腕總目的動物。所有墨魚目的動物含有獨特的內殼，稱為「墨魚骨」或「海螵蛸」，可作為中藥藥材。儘管此類動物的名稱中有“魚”一字，但牠們並非魚類，而是头足纲的軟體動物，屬於無脊椎動物門，故墨鱼骨也不是脊椎。值得注意的是，因為中文生物命名系統在早期的混亂，民間俗稱和科學命名有較大差異，所以單獨“烏賊”一詞指的其實是十腕總目（即墨魚和魷魚的總稱）；而“烏賊目”則指的是本條目所說的墨魚目。

## 概述
墨鱼目其實也是有十隻觸手，但是其中兩隻被隱藏在體內，所以從外觀上看會誤以為只有八隻觸手。墨魚目是頭足綱內所有物种裡腦袋比例最大的，這也意味著墨魚擁有非常高的智商，牠的皮膚並且身體能根據環境在1秒內完美變色，精密程度遠勝變色龍等脊椎動物。牠們和章鱼一样拥有最高的智商，其变色能力更是头足纲第一，但灵活性和拟态的能力不如章鱼；墨鱼和魷魚一样高度适应水中生活，离开水就基本不能行动，无法像章鱼一样爬上岸；并且，绝大多数墨鱼还是是作为食物而为人所知，作为食物的经济效益远比作为实验动物的来的高，基于以上理由，科学家对墨鱼的智商测试并不如章鱼一样多。最后，墨鱼目的游泳方式是依靠两边的“鳍”像鱼类一样自由的往前运动；而在危急时刻则能和管鱿目一样喷墨，并且急速往後飛射，其往後運動的速度遠遠不及管鱿目，但以前后游泳的灵活性来说，墨鱼則高于鱿鱼。

## 名稱解釋
英文中的cuttlefish是墨魚目(Sepiida)下所有的動物的總稱，可以大致對應中文的「墨魚」。墨魚目即烏賊目、墨魚科也是烏賊科，但是單個的「烏賊」這名稱比墨魚還要廣泛，烏賊目自己也是是烏賊（即十腕總目）的一份子。墨魚，在台湾又可细分为花枝、銀絲。
- 中文歷史文獻記錄
  - 《晉江縣志》（乾隆三十年刊本）：「墨魚尾圓，花枝尾尖，肉較嫩脆。」
  - 《泉州府志》（乾隆二十八年刊本）：「按墨魚花枝有異，墨魚尾圓，花枝尾尖肉較嫩脆，又一種小者名墨斗。柔魚形似烏鰂，乾以酒炙食之味最美。鎖管似烏鰂而小，色紫。」

## 分類
墨魚目（Sepiida）：
- †Vasseuriina亞目
  - †Vasseuriidae科
  - †Belosepiellidae科
- 墨魚亞目（Sepiina）
  - †Belosaepiidae（英语：Belosaepiidae）科
  - 後耳墨魚科（Sepiadariidae）
  - 墨魚科（Sepiidae）：墨魚

## 化石紀錄
現今發現最早的類墨魚化石來自於白堊紀時期，而最早的墨魚化石：「波列茲基墨鱼」（Sepia boletzkyi）及「梨形墨鱼」（Sepia pira），可追溯至4600萬至4300萬年前的始新世盧台特期中期，化石皆發現於法國北部伊夫林省的蒂維瓦爾-格里尼翁（Thiverval-Grignon）地區。

## 人類食用

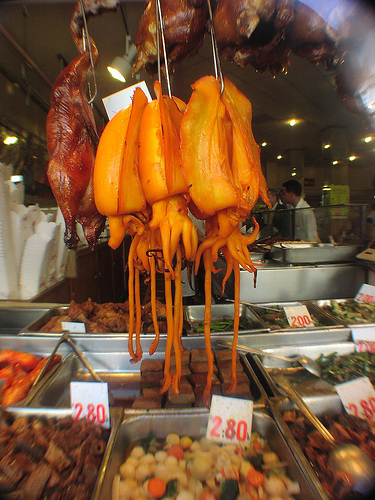
粵菜的九龙吊片，即把墨魚用醬汁鹵，並懸掛起來烘烤的一道菜

現時墨魚目中的墨魚科占絕大多數，且大部分均可食用。
墨魚味鮮，是人类常用的海鮮食材，既可煎炒作菜，亦可生吃，常見的菜式有墨鱼丸、墨鱼卷、花枝羹、滷水墨魚、海鮮羹等，西班牙鐵鍋飯有時也會使用。日本函館一帶亦有將以生墨魚料理的墨魚素麵。
在中国南方盛行卤水墨鱼为菜，其中又以香港九龙产的吊片为上品，故称“九龙吊片”；而其中比较大的墨鱼会被铺在竹笪上放地上晒干，变成分量又有嚼头的墨鱼乾。
烏賊殼則含碳酸鈣、殼角質、黏液質、及少量氯化鈉、磷酸鈣、鎂鹽等。中医可入药，又名海螵蛸
而從墨鱼體內分泌的墨汁更含有一種黏多糖(醣胺聚醣)，有實驗證實對小鼠有一定程度的抑癌功效。

## 外部連結
- 海螵蛸 中藥材圖像數據庫  (香港浸會大學中醫藥學院) （中文）（英文）
- 海螵蛸 （页面存档备份，存于） 中藥標本數據庫 (香港浸會大學中醫藥學院) （繁體中文）（英文）